# Моївська дача
Моївська дача — лісовий заказник місцевого значення. Розташований на території колишньої Білянської сільської ради Могилів-Подільського району Вінницької області (Моївське лісництво, кв. 5 діл. 1). Оголошена відповідно до рішення Вінницького облвиконкому від 29.08.1984 р. № 371. Охороняється ділянка високопродуктивного дубового лісонасадження штучного походження віком близько 90 років.